# Palestine, Ohio
Palestine là một làng thuộc quận Darke, tiểu bang Ohio, Hoa Kỳ. Năm 2010, dân số của làng này là 200 người.

## Dân số
- Dân số năm 2000: 170 người.
- Dân số năm 2010: 200 người.